# Perfume
Perfume (яп. パフューム Пафю:му, Парфюм) — японская электропоп-группа из Хиросимы, состоящая из трёх девушек: А~тян (Аяка Нисиваки), Касиюка (Юка Касино) и Нотти (Аяно Омото). Группа имеет контракт с Amuse, Inc. с 2003 года и с Universal Music Japan с 2012 года.
Группа была сформирована в 2000 году в Академии актёрского мастерства Хиросимы (англ. Actors School Hiroshima), и дебютировала в местном масштабе с синглом «Omajinai Perori» 21 марта 2002 года. Годом позже они переехали в Токио и начали работу с продюсером группы Capsule, Ясутакой Накатой (который также пишет группе песни по сей день), и 6 августа 2003 года выпустили свой первый инди сингл в масштабе страны — «Sweet Donuts». В 2005 году они сделали важный контракт с Tokuma Japan Communications, и 21 сентября выпустили свой главный дебютный сингл «Linear Motor Girl». Однако большое внимание группа начала получать только в 2008 году, когда седьмой сингл группы «Polyrhythm» был избран темовой песней рекламной кампании по переработке, организованной NHK. Сингл достиг 7 места на чартах Oricon и стал их первым синглом в Японии, попавшем в Топ 10. С того времени все их новые песни, начиная с восьмого сингла «Baby Cruising Love», дебютировали в Топ 3 чартов. Их первый студийный альбом, Game, выпущенный 16 апреля 2008 года, стал их первым альбомом, занявшее первое место в Японии, и «Love The World», выпущенный 9 июля 2008 года, стал их первым синглом, который достиг первого места в чартах. С марта 2012 года группа продала примерно 3 миллиона синглов и 1.5 миллиона альбомов в Японии.
Изначально в группе преобладал стиль сибуя-кэй, который также был популярным в то время, но со временем группа перешла к жанру EDM, включающему в себя элементы жанров синти-поп, бабблгам-поп, данс-поп и хаус. Группа известна обработкой вокалов и использованием autotune и вокодеров. С годами Perfume стали одной из самых успешных групп Азии. Музыкальную структуру группы идентифицируют как «технопоп». В 2012 году группа анонсировала глобальный контракт с Universal Music Group. Их шестнадцатый сингл «Spending All My Time», выпущенный 15 августа 2012 года, был принят как посвящённый фанатам за пределами Японии. Так как слова песни состоят в основном из англоязычных слов, «Spending All My Time» считается песней на английском языке, а не японском как обычно. Их четвёртый студийный альбом Level3 был выпущен 2 октября 2013 года, и через месяц после его выпуска был выпущен сингл «Sweet Refrain».

## Состав
Появляясь на телевидении или сцене, члены группы используют свои официальные псевдонимы вместо настоящих имён.

### Текущий состав
| Сценический псевдоним | Настоящее имя                              | Дата рождения         |
| --------------------- | ------------------------------------------ | --------------------- |
| Касиюка               | Юка Касино (яп. 樫野有香 Касино Юка)       | 23 декабря 1988 года  |
| А~тян                 | Аяка Нисиваки (яп. 西脇綾香 Нисиваки Аяка) | 15 февраля 1989 года  |
| Нотти                 | Аяно Омото (яп. 大本彩乃 О:томо Аяно)      | 20 сентября 1988 года |

### Бывшие члены
Юка Кавасима покинула группу ради учёбы. Позже она вступила в группу Risky, а потом пыталась начать соло карьеру как Yuka. В 2011 году она окончила учёбу в Университете Экономики Хиросимы. Сейчас она живёт в Хиросиме и работает в YNN47.
| Сценический псевдоним | Настоящее имя | Дата рождения      |
| --------------------- | ------------- | ------------------ |
| Каваюка               | Юка Кавасима  | 5 ноября 1988 года |

## Название

Логотип группы Perfume

Так как у трёх изначальных членов группы в имени был один и тот же кандзи 香 («аромат»), они назвали группу «Парфюм» (яп. 香水). Изначально название было записано в хирагане («ぱふゅ〜む» или «ぱふゅ→む»), но весной 2003 года менеджмент Amuse поменял название группы на англоязычное.

## История

### 2000—2003: Формирование группы, раннее развитие карьеры и местное признание в Хиросиме
В 2000 году Нисиваки, Касино и Кавасима вместе сформировали группу в Академии актёрского мастерства Хиросимы, которой владеет Shinroshima Telecasting. Однако даже до того, как группа смогла дебютировать, Кавасима решила покинуть проект так как она покинула академию (и позже сформировала другую группу под названием Pinkies). Нисиваки начала поиск замены, и Аяно Омото («Нотти») стала третьим членом группы. Все три из них были одноклассницами.
В марте 2002 года Perfume дебютировали в Хиросиме с синглом «Omajinai Perori». Также очень скоро вышел второй сингл «Kareshi Boshūchū» в ноябре того же года. Оба сингла были проданы только в Хиросиме и под лейблом Momiji. Примерно в то же время они познакомились с хореографом Mikiko, кто с того времени начнёт координировать все танцы этой группы.

### 2003—2005: Эра Bee-Hive в Токио
В 2003 году, после выпуска из Академии Актёрского Мастерства Хиросимы, трио переехало в Токио. Там они стали частью Bee-Hive — проекта, которому принадлежали Buzy и Boystyle, и также подписали контракт с Amuse, Inc. В Токио они также встретили Ясутаку Накату из Capsule, кто станет их продюсером. Между 2003 и 2004 годами они выпустили «Sweet Donuts», «Monochrome Effect», и «Vitamin Drop» под инди-лейблом Bee-Hive Records. В этом периоде времени у группы также были первые три живых перформанса. Хоть и ни один из их релизов не стал хитом, их менеджмент сделал выбор дать Perfume большой дебют.
С осени 2004 года до лета 2005 года Акихабара была временным домом Perfume. Они сотрудничали с актрисой озвучивания и певицей Харуко Момои, дав вокалы для её песни «Akihabalove», продюсированной под её псевдонимом DJ Momo-i. Песня была выпущена на DVD, а также было выпущено промовидео. Группа иногда проводила внезапные живые перформансы, и считались «Акиба-кэй идолами» до хитового альбома Game.

### 2005—2007: Новый лейбл иComplete Best
21 сентября 2005 года Perfume дебютировали с новым лейблом — Tokuma Japan Commmunications. Они выпустили песню «Linear Motor Girl», которая добралась до 99 позиции на чартах Oricon. После этого последовали два сингла: «Computer City» и «Electro World», оба выпущенные в 2006 году. 2 августа 2006 года Perfume выпустили альбом Perfume: Complete Best, в котором также была новая песня «Perfect Star, Perfect Style». Альбом достиг 33 позиции на чартах Oricon (и позже добрался до 25 позиции с выходом второго альбома Perfume, GAME).
26 декабря 2006 года Perfume выпустили эксклюзивную для скачивания песню «Twinkle Snow Powdery Snow». Эта песня потом появилась в сингле «Fan Service: sweet».
21 декабря 2006 года Perfume провели концерт в Harajuku Astro Hall, который был записан и позже выпущен как «Fan Service: bitter».

### 2007—2008: Коммерческий успех и эраGAME
Пока почти всех остальных участников Bee-Hive Amuse, Inc. начали отстранять, Perfume дали возможность выпустить очередной сингл. В феврале 2007 года они выпустили «Fan Service: Sweet», в котором была песня «Chocolate Disco». Это было поворотной точкой для Perfume где их удача начала меняться. Хоть продажи «Fan Service: sweet» и не были настолько великолепны, «Chocolate Disco» привлекла  внимание уже установившейся певицы в J-Pop индустрии, Кимуры Каелы. После этого Кимура начала постоянно пускать песни Perfume на своём радиошоу. Слушая радиошоу Кимуры, коммерческий директор Акира Томотсуги заметил Perfume и решил использовать их в рекламе по ТВ.
1 июля 2007 года в эфир NHK попала новая рекламная кампания о переработке, где были Perfume и их новая песня — «Polyrhythm». Реклама дала Perfume такую известность, о которой они раньше могли только мечтать. Вскоре были раскуплены все билеты на их следующий концерт и Perfume стали первой идол-группой, участвовавшей на музыкальном фестивале Summer Sonic music festival 12 сентября 2007 года Perfume официально выпустили свой десятый сингл, «Polyrhythm». Он достиг 4 позиции на ежедневных чартах Oricon и 7 позиции на еженедельных чартах. Это считается началом известности Perfume в Японии.
В 2008 году после успеха «Polyrhythm» группа выпустила «Baby Cruising Love/Macaroni». Сингл достиг 3 позиции на еженедельных чартах Oricon, и было продано 50 000 копий.
16 апреля 2008 года Perfume выпустили свой первый студийный альбом, GAME. После выхода GAME достиг первой позиции на Oricon чартах что сделало Perfume первой техно-поп группой, которой удалось достичь этого со времени выхода альбома Yellow Magic Orchestra Naughty Boys в 1983 году,. Во время выхода альбома Perfume ~Complete Best~, синглы «Polyrhythm» и «Baby Cruising Love/Macaroni» заново попали в чарты Oricon. Альбом был продан в количестве более 450 000 копий и имеет двойную платиновую сертификацию.
После выхода альбома был анонсирован первый концертный тур группы — «Game». Группа распродала все билеты на концерты, которые были в 10 городах страны. На последний день тура Perfume анонсировали что у них будет 2-дневное шоу в престижном Nippon Budokan в ноябре 2008 года, а также дату выхода нового сингла, «love the world».

### 2008—2009: ЭраTriangle

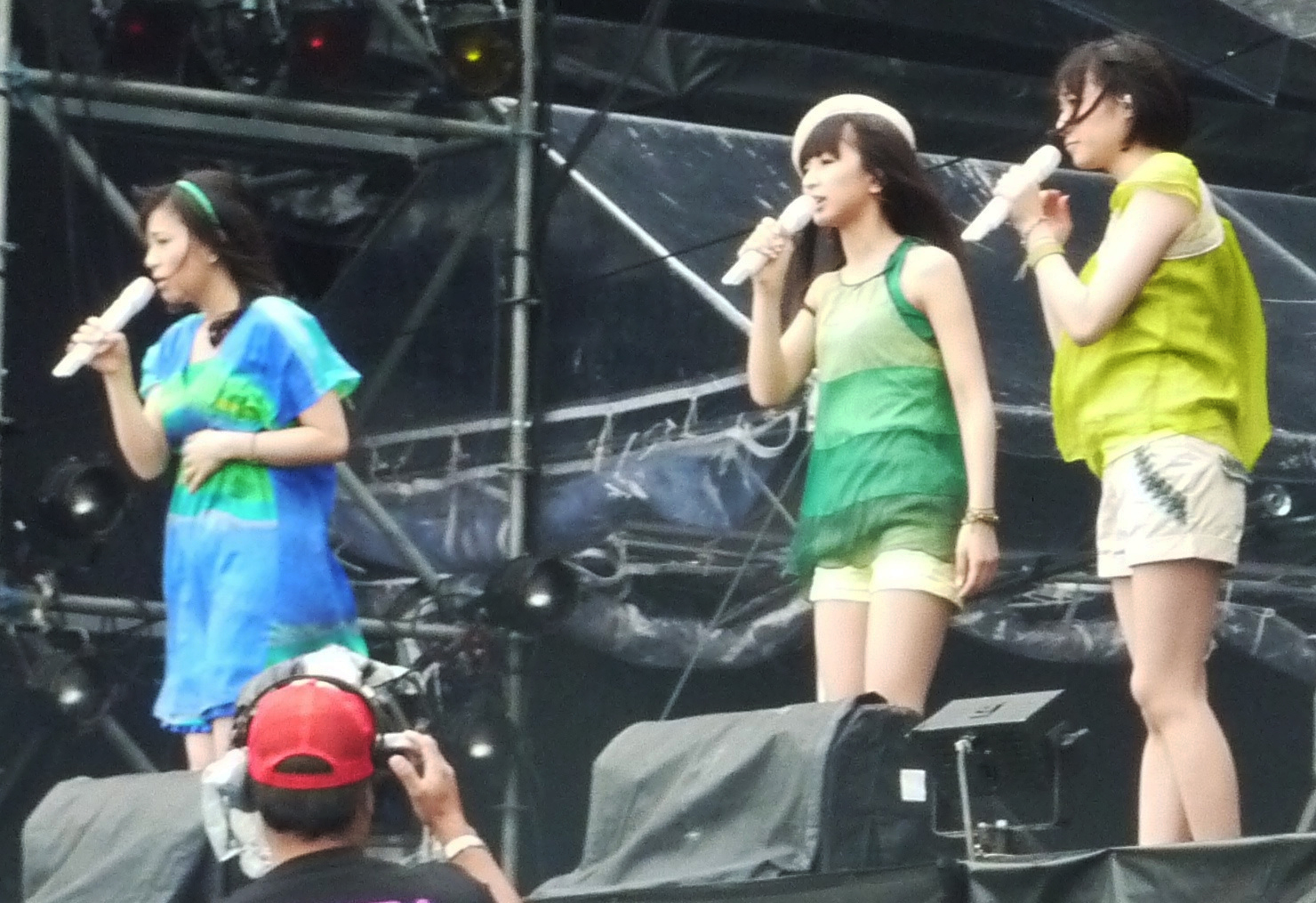
Perfume на музыкальном фестивале Rock in Japan Festival (31 июля 2009 года)

Песня «Love the World» была выпущена 9 июля 2008 года. Она стала первой технопоп песней, достигшей первой позиции на чартах Oricon. В октябре 2008 года был анонсирован DVD первого тура Perfume, «GAME». После его релиза он обогнал таких певцов как Кода Куми и Намиэ Амуро сместив их с первой позиции.
После этого у Perfume был двухдневный концерт в Budokan 6 и 7 ноября. На втором концерте под названием «Budoukaaaaaaaaaan!!!!!» они анонсировали концерт в другом престижном месте, Yoyogi National Gymnasium, под названием «Disco!Disco!Disco!», который был одним из нескольких туров не выпущеных ни на DVD, ни на Blu-ray, но несколько исполненных песен можно увидеть на дополнительных съёмках, включённых в альбоме Triangle + DVD наборе.
2008 год закончился выходом их 13 сингла, "Dream Fighter" который достиг 2 места на чартах. Они также были избраны петь на 59-м Kōhaku Uta Gassen (NHK), престижной новогодней программе идущей в прямой трансляции.
25 марта 2009 года Perfume выпустили свой 14 сингл, «One Room Disco». Сингл достиг 1 позиции в чартах. В апреле 2009 года Perfume начали вести скетч-комеди программы Perfume’s Chandelier House. 8 июля 2009 года группа выпустила свой третий альбом с тематикой 80-х, Triangle. Альбом был очередным номер 1 хитом для Perfume и было продано более 300,000 копий. После этого Perfume начали свой второй тур по всей стране.

### 2010—2011: Заграничная активность и признание; эра JPN
В 2010 году Perfume выпустили «Fushizen na Girl / Natural ni Koishite», которая достигла 2-й позиции в чартах. Далее был проведен тур по фан-клубам под названием Perfume 10th Anniversary Fan Club Tour, а также анонсировали что у них будет концерт под названием «1 2 3 4 5 6 7 8 9 10 11.»
Perfume приняли участие в рекламной кампании Pepsi NEX в Японии. В этой рекламе они исполнили кавер короткого фрагмента песни «Lovefool» группы The Cardigans. 11 августа 2010 года Perfume отпраздновали свой 10-летний юбилей выходом 16 сингла «Voice», который был использован в рекламе Nissan.
Концерт Perfume в Tokyo Dome был вторым разом когда полностью женская группа исполнила концерт в этом месте со времён выступления там группы SPEED. Билеты на концерт были распроданы в тот же день когда они появились в продаже. Запрос на билеты был настолько высок, что пришлось добавить дополнительные сидения. На концерте было 50 000 фанов. В конце шоу было анонсировано, что Perfume будут участвовать в Mnet Asian Music Awards как одни из представителей Японии с R&B дуэтом Chemistry. Это стало первым заграничным выступлением Perfume После концерта, 10 ноября 2010 года, вышел новый сингл «Nee»., который также как и «Natural ni Koishite», был создан в объединении с японским брендом «Natural Beauty Basic». Сингл дебютировал на 2 позиции, с продажами в 85,164 копий за первую неделю, что на данный момент является для группы рекордом. 28 ноября 2010 года Perfume получили награду «Best Asia Artist Award» на Mnet Asian Music Awards в Макао, где спели «Nee» и «Chocolate Disco». DVD концерта «1 2 3 4 5 6 7 8 9 10 11» в Tokyo Dome был выпущен 9 февраля 2011 года. Со 2 февраля 2011 года их новая песня «Laser Beam» была использована в рекламах под названиями «Hyōketsu Dance» и «Hyōketsu Ice Music» о напитках chūhai компании Kirin. Хотя 3 марта 2011 года и было анонсировано что сингл выйдет 20 апреля, официальный сайт опубликовал 1 апреля о том, что новый сингл будет «Laser Beam/Kasuka na Kaori» и выпуск будет задержан до 5 мая 2011 года из-за японского землетрясения 2011 года. Новой, окончательной, датой выхода стало 18 мая 2011 года.
В 2011 году хит «Polyrhythm» был использован в фильме компании Pixar Cars 2. Песня также была включена в саундтрек фильма. Perfume были приглашены и участвовали во всемирной премьере Cars 2 в Лос-Анджелесе 18 июня 2011 года. Когда фильм был выпущен, популярность группы начала стремительно расти. Perfume также приняли участие во второй рекламе компании Kirin, «Hyōketsu Sparkling», где была их новая песня «Glitter».
5 сентября 2011 года группа анонсировала свой четвёртый альбом JPN, датой выпуска которого стало 30 ноября 2011 года. До выхода альбома, 2 ноября, был выпущен новый сингл «Spice», который является главным синглом альбома, и включает в себя песню «Glitter» из недавней рекламы с Kirin.
15 октября 2011 года Perfume и японская группа AAA представляли Японию на 2011 Asia Song Festival, который проводился в городе Даегу в Южной Корее. Они выступали вместе с корейскими певцами и группами Super Junior, Girls' Generation, Beast и Ли Сын Ги, китайскими певцами Чжоу Бичан и Лео Ку, тайваньским певцом Петером Ху и тайской певицей Tata Young.

### 2012: Смена лейбла и международная экспансия
28 февраля было анонсировано, что группа перешла к лейблу Universal Music Japan чтобы начать работу за пределами Японии. Также было анонсировано что группа выпустит 6 марта свой новый альбом JPN в 50 государствах мира через сервис iTunes, а также что появится новый международный веб-сайт группы. Первый официальный релиз группы под новым лейблом был сингл «Spring of Life». В тот же день Universal Japan анонсировали что группа будет под менеджментом Universal J, под которым также находилась певица и фэшн-дизайнер Meg, чей продюсер также был Ясутака Наката.
7 марта 2012 года Perfume анонсировали подписание международного контракта с Universal Music Group Днём позже группа анонсировала дату выхода нового сингла «Spring of Life» — 11 апреля. Главный трек сингла, ещё до его выхода, уже используется рекламой Kirin «Hyōketsu Magical Music».. «Spring of Life» становится первым синглом, выпущенным под их новым лейблом.
18 мая 2012 года Perfume дали своё первое англоязычное интервью интернет-изданию the Japan Times. В нём они обсудили K-pop, их переход с лейбла Tokuma Japan к Universal Music, о приезде в США в первый раз и желании выступать по миру. Perfume и их менеджмент намеревались представить группой такой, какая она есть, вместо адаптации группы для выступления в других странах, как пытались делать  некоторые другие певцы из Азии. Это было поддержано новым альбомом группы JPN, выпущенным в разных странах Азии в физическом варианте.
Участницы группы были ведущими на MTV Video Music Awards Japan 2012 в зале Makuhari Messe в городе Тиба 23 июня. 23 июля группа сделала два анонса. Первый из них был о первом туре за пределами Японии, в который входили Гонконг, Тайвань, Корея и Сингапур. Второй анонс был о новом компиляционном альбоме для всемирного выпуска «Perfume Global Compilation LOVE THE WORLD», выпущенный 12 сентября 2012 года.
Группа также была в числе представителей Японии на первом ABU TV Song Festival 2012, который прошёл 14 октября 2012 года в KBS Concert Hall в Сеуле, столице Южной Кореи 

### 2013: Международный прорыв иLEVEL3
27 февраля Perfume выпустили свой 17 сингл под названием «Mirai no Museum». Главный трек альбома был использован как главная песня аниме фильма Дораэмон — Nobita no Himitsu Dōgu Museum. Сингл достиг 2 позиции в чартах и стал 12 синглом группы подряд, достигшим позиции топ-3. С 29 мая по 18 июня группа проводила тур под названием Zutto Suki Datta’n’jake: Sasurai no Men Kata Perfume Fes!! в стиле 'Музыкальный батл' с тремя другими певцами и группами: Кадзуёси Саито, Тамио Окуда и Maximum the Hormone. Тур состоял из 6 концертов, все из которых проводились в концертных залах Zepp в Токио, Нагое и Осаке. Также Perfume 14 июня выступили на Ultra Music Festival в Южной Корее. 22 мая группа выпустила второй сингл этого года под названием «Magic of Love», выпущенный одновременно с DVD Perfume World Tour 1st, в котором показан их концерт в Сингапуре из их мирового тура. 20 июня 2013 года Perfume были приглашены на международный фестиваль рекламы «Каннские львы», где они представили «Perfume Global Site Project», который получил серебряного льва в категории кибер-львы, а также выступили с специальной версией своего сингла «Spending All My Time». В июле 2013 года группа начала свой второй международный тур, в котором группа выступала в Кёльне, Лондоне и Париже. 19 июня Perfume анонсировали выход своего четвёртого студийного альбома под названием Level3, датой выхода которого является 2 октября 2013 года. Это также их первый студийный альбом под лейблом Universal Music Japan. 6 октября их новая песня «Party Maker» начала появляться в ТВ рекламе Eisai Chocola BB Sparkling. 14 августа Perfume выступили на специальной программе NHK «Minna wo Tsunagu Mahou no Melody». 27 ноября 2013 года группа выпустила свой 19 сингл, «Sweet Refrain». Сингл был главной песней телевизионной драмы канала TV Asahi под названием Toshi Densetsu no Onna 2, первая серия которой вышла 11 октября 2013 года.

### 2014: Perfume FES!! 2014, 5th Tour «Gurungurun» и «World Tour 3rd»
24 февраля 2014 года Perfume пригласили выступить на 9-х KKBOX Music Awards в Тайване. Они также анонсировали свой тур Perfume Fes!! 2014 (15-20 марта), в котором кроме Perfume участвовали 9nine, Tokyo Ska Paradise Orchestra, и Rip Slyme. Тур состоял из 9 концертов в разных концертных залах в Токио, Хиросиме, Сидзуоке, Исикаве, Кагаве и Сеуле (Южная Корея).
30 апреля группа анонсировала в эксклюзивной для участников фан-клуба интернет-трансляции выход нового сингла летом 2014 года, который станет их 20-м синглом, выпущенным под большим лейблом со времён выхода «Linear Motor Girl». Также был анонсирован 5 тур группы под названием «Perfume 5th Tour 'Gurungurun'». Тур имеет название «Gurungurun» (что означает «по кругу/кругом»), смыслом которого является длинный путь группа по Японии во время этого тура, с 14 концертами в 7 городах страны.
27 мая Perfume анонсировали выпуск своего нового сингла «Cling Cling» 16 июля, в который также входят 3 другие песни. Также было сказано, что «Cling Cling» будет использована в новой рекламе Chocola BB. 24 июня Perfume анонсировали свой следующий мировой тур под названием «Perfume World Tour 3rd», идущий с 31 октября оп 15 ноября, с концертами в Тайване, Сингапуре, Великобритании и США (где они будут выступать в первый раз). 16 июля Perfume выпустили свой 20 сингл «Cling Cling», а также 3 другие песни под названиями «Hold Your Hand» (главной песней драмы «Silent Poor»), «Display» (использованной в рекламе Panasonic 4K), и «Ijiwaru na Hello». В клипе песни «Hold Your Hand» Perfume видны руки фанов группы с разными буквами и словами песни написанными на них.
7 октября была выпущена бонусная версия альбома Level3 под лейблом Astralwerks. В бонусной версии альбома присутствуют два новых ремикса сингла Spending All My Time.
Песня Perfume «Hurly Burly» была использована в титрах фильма «FASTENING DAYS» Группа также имела камео в клипе песни группы OK Go «I Won’t Let You Down».

### 2015—2017: SXSW, 15-летний юбилей, «We Are Perfume» и эраCosmic Explorer
Perfume вернулись в США в марте 2015 и выступили на фестивале SXSW 17 марта. Вместе со появлением они представили свою новую песню, «Story», а само выступление получило позитивные оценки за футуристичность и технологичность.
29 апреля 2015 года Perfume выпустили двухсторонний сингл «Relax In The City/Pick Me Up». Американская рок-группа OK Go приняла участие в съёмках клипа на песню «Pick Me Up». В этом же месяце Perfume выпустили свою легендарную обувь «Perfume Dance Heel» в цветах розово-бежевый, чёрный, белый, «чёрное золото» и «коралловая красная замша».
В том же году в музыкальном магазине Tower Record SHIBUYA 8F как часть «Perfume 10th ANNIVERSARY PROJECT» состоялась выставка «Perfume Exhibit», где посетители смогли в живую увидеть наряды девушек и редкие фотографии.
В период с 21 сентября по 30 сентября группа устроила серию мероприятия, посвящённых юбилею. Среди мероприятий: встреча «PTA summit», прошедшая 21 сентября, фестиваль «Perfume FES!! 2015» 22 сентября, танцевальный конкурс «3rd Perfume Dance Contest» 23 сентября и серия концертов, наименованных «3:5:6:9», что представляет собой игру слов (произносится как сан: го: року: ку, что похоже на су: го: року — настольная игра). В середине концертного зала находился большой игральный кубик, который определял какую песню исполнят девушки дальше.
20 сентября был выпущен сборник статей «Fan Service [TV Bros.]», насчитывающий 200 статей.
15 октября был выпущен сингл «STAR TRAIN». Песня была использована в качестве заглавной темы к документальному фильму «WE ARE Perfume -WORLD TOUR 3rd DOCUMENT», который повествовал об их третьем мировом туре и выступлении на SXSW. 26 ноября группа анонсировала трек «Next Stage With You», который был использован в рекламной кампании Mercedes-Benz в Японии.
5 декабря Perfume приняли участие в эпизоде передачи «Entertainment Nippon» на телеканале NHK World. В нём была описана история группы и показаны люди, которые работают за кулисами во время живых выступлений.
25 декабря 2015 Perfume анонсировали пятый студийный альбом, который был выпущен весной 2016 года, и тур по стране. 14 февраля стали известны название запланированного альбом — «COSMIC EXPLORER» и дата его выхода — 6 апреля. Сингл «Flash», ставший заглавной темой фильма Chihayafuru, был выпущен вместе с альбомом на дополнительном диске.
12 марта 2016 года группа выступила на «NHK Ashita he Concert» для поддержки жертв большого землетрясения. В качестве части мирового тура, в Гонконге, Тайбэе и Сеуле было организовано «COSMIC EXPLORER CAFE» с демонстрацией нарядов, а в Лондоне и Нью-Йорке выставка «Perfume: A Gallery Experience»
Результатом коллаборации группы OK Go и Perfume стал трек «I Do not Understand You», выпущенный 20 июля и ставший заглавной темой аниме «SUshi Police» 27 июля группа Pentatonix выпустила альбом «Pentatonix (Japan Super Edition)» с дополнительным треком «Perfume Medley», который представлял собой а капелла исполнение наиболее популярных треков группы. 31 июля «Hold Your Hand» была использована в качестве завершающей темы к короткометражному фильму «FASTENING DAYS 2».
21 августа 2016 года MIKIKO и Rhizomatiks из команды Perfume приняли участие в церемонии закрытия Олимпийских игр в Рио. 30 августа журнал Fuse Magazine разместил Perfume на № 7 место в своём списке групп и исполнителей, концерты которых рекомендованы к посещению. 21 сентября Perfume стали гостям трёх разных радиопередач в трёх разных городах. Нотти приняла участие в «Hiper Night Program GOW!!» на FM Fukuoka в городе Фукуока, А-Тян — в «BEATNIC JUNCTION» на ZIP-FM в Нагое и Касиюка — в «THE NAKAJIMA HIROTO 802 RADIO MASTERS» на FM802 в Осаке. 2 октября песня «Nee» стала открывающей темой в аниме Chi’s Sweet Home.
19 декабря Rolling Stone поставил альбом «COSMIC EXPLORER» на № 16 место в списке «20 лучших альбомов 2016 года».
15 февраля 2017 года Perfume выпустили сингл «Tokyo Girl», заглавный трек для дорамы «Tokyo Tarareba Girls», в которой А-тян озвучила одного из персонажей. В честь Дня святого Валентина была проведена прямая трансляция на YouTube.
21 марта группа выпустила свою серию духов «PERFUME OF PERFUME». 31 марта и 1 апреля Perfume появились в дораме «Pensées».
2-3 июня был проведён «Perfume Fes!!2017» с приглашёнными исполнителями Denki Groove и Chatmonchy. 4 июня Perfume приняли участие на фестивале «Amuse Fes».
6-14 сентября прошёл ещё один «Perfume Fes!!2017» с такими исполнителями, как Сикао Суга, Rekishi, Гэн Хосино и Maximum the Hormone. В этом же месяце «Sweet Refrain» стала завершающей темой короткометражного фильма «FASTENING DAYS 3», некоторые герои которого были озвучены участницами Perfume.
1 декабря Perfume анонсировали запуск собственной линии одежды «Perfume Closet», вдохновлённой нарядами, которые были использованы в клипах группы. 13-19 декабря в магазины Isetan поступили товары проекта MAISON PERFUME, включающие в себя иллюстрированные блокноты, ручки, кружки, брелоки для ключей, рубашки, серьги, одежду «Perfume Closet» и другие аксессуары.

### 2018 — настоящее время:Future Pop
14 марта 2018 года Perfume выпустили новый сингл «Mugen Mirai», ставший заглавной темой для фильма Chihayafuru (3 часть). 14 мая был анонсирован новый альбом «Future Pop», который был выпущен 15 августа 2018 года.

## Музыкальный стиль и имидж
Музыку Perfume иногда идентифицируют как «технопоп» Как раз примерно в это время в 2003 году группа начала менять стиль с сибуя-кея к EDM, имеющего элементы синтпопа 1980-х и также используя вокодеры..
По словам MTV Iggy: «Есть несколько причин почему Perfume это одна из самых интересных поп-групп Японии. Первая — это музыка, имеющая заразительные мелодии, покоряющие чарты, построенная на основе великолепного продакшена, которое даже может соревноваться с Daft Punk, с очень обработанными вокалами, которые запинаются как роботы, но всегда звучат на 100 % человечно. Поверх этого, у них есть безупречный ретро-футуристический имидж и наказывающая, инновативная хореография, которую они великолепно исполняют. Где это по настоящему всё сходится вместе это, конечно же, на сцене.»
Влияние группы распространилось на музыку Aira Mitsuki, immi, Mizca, SAWA, Saori@destiny, Sweet Vacation, 80_pan, а также бывших приятелей по лейблу Vanilla Beans.

## Дискография

### Альбомы
| # | Название                                    | Дата выпуска                                 |
| - | ------------------------------------------- | -------------------------------------------- |
| 1 | Perfume ~Complete Best~                     | 2 августа 2006 года (лимитированное издание) |
| 1 | Perfume ~Complete Best~                     | 14 февраля 2007 года (очередное издание)     |
| 2 | GAME                                        | 16 апреля 2008 года                          |
| 3 | ⊿                                           | 8 июля 2009 года                             |
| 4 | JPN                                         | 30 ноября 2011 года                          |
| 5 | Perfume Global Compilation «LOVE THE WORLD» | 12 сентября 2012 года                        |
| 6 | LEVEL3                                      | 2 октября 2013 года                          |
| 7 | COSMIC EXPLORER                             | 6 апреля 2016 года                           |
| 8 | FUTURE POP                                  | 15 август 2018 года                          |

### Синглы
| #  | Название                                                                                                | Дата выпуска          |
| -- | --- | --------------------- |
| 1  | OMAJINAI★Perori(Tongue) (OMAJINAI★ペロリ)                                                               | 21 марта 2002 года    |
| 2  | Kareshi Boshūchū (彼氏募集中) (Looking for a boyfriend)                                                 | 1 ноября 2002 года    |
| 3  | Sweet Donuts (スウィートドーナッツ)                                                                     | 7 августа 2003 года   |
| 4  | Monochrome Effect (モノクロームエフェクト)                                                              | 17 марта 2004 года    |
| 5  | Vitamin Drop (ビタミンドロップ)                                                                         | 8 сентября 2004 года  |
| 6  | Linear Motor Girl (リニアモーターガール)                                                                | 21 сентября 2005 года |
| 7  | Computer City (コンピューターシティ)                                                                    | 11 января 2006 года   |
| 8  | Electro World (エレクトロ・ワールド)                                                                    | 28 июня 2006 года     |
| 9  | Fan Service (sweet)                                                                                     | 14 февраля 2007 года  |
| 10 | Polyrhythm (ポリリズム)                                                                                 | 12 сентября 2007 года |
| 11 | Baby сruising Love/Macaroni (マカロニ)                                                                  | 16 января 2008 года   |
| 12 | love the world                                                                                          | 9 июля 2008 года      |
| 13 | Dream Fighter                                                                                           | 19 ноября 2008 года   |
| 14 | One Room Disco (ワンルーム・ディスコ)                                                                   | 25 марта 2009 года    |
| 15 | Fushizen na Girl/Natural ni Koishite (不自然なガール/ナチュラルに恋して) (Artificial girl/Natural love) | 14 апреля 2010 года   |
| 16 | VOICE                                                                                                   | 11 августа 2010 года  |
| 17 | Nee (ねぇ)(Hey)                                                                                         | 10 ноября 2010 года   |
| 18 | Laser Beam/Kasuka na Kaori (レーザービーム/微かなカオリ)                                                | 18 мая 2011 года      |
| 19 | Spice (スパイス)                                                                                        | 2 ноября 2011 года    |
| 20 | Spring of Life                                                                                          | 11 апреля 2012 года   |
| 21 | Spending all my time                                                                                    | 15 августа 2012 года  |
| 22 | Mirai no Museum (未来のミュージアム)                                                                    | 27 февраля 2013 года  |
| 23 | Magic of Love                                                                                           | 22 мая 2013 года      |
| 24 | Sweet Refrain                                                                                           | 27 ноября 2013 года   |
| 25 | Cling Cling                                                                                             | 16 июля 2014 года     |
| 26 | Relax In The City/Pick Me Up                                                                            | 29 апреля 2015 года   |
| 27 | STAR TRAIN                                                                                              | 28 октября 2015 года  |
| 28 | FLASH                                                                                                   | 16 марта 2016 года    |

### DVD и/или BluRay
| #  | Название                                                    | Дата выпуска                                |
| -- | ----------------------------------------------------------- | ------------------------------------------- |
| 1  | Fan Service (bitter)                                        | 14 марта 2007 года (лимитированное издание) |
| 1  | Fan Service (bitter)                                        | 13 февраля 2008 года (очередное издание)    |
| 2  | Perfume First Tour «GAME»                                   | 15 октября 2008 года                        |
| 3  | BUDOUKaaaaaaaaaaN!!!!!                                      | 22 апреля 2009 года                         |
| 4  | Perfume Second Tour 2009 «Chokkaku Nitouhen Sankakkei Tour» | 13 января 2010 года                         |
| 5  | Perfume Live@Tokyo Dome «1 2 3 4 5 6 7 8 9 10 11»           | 9 февраля 2011 года                         |
| 6  | Perfume 3rd Tour «JPN»                                      | 1 августа 2012 года                         |
| 7  | Perfume WORLD TOUR 1st                                      | 22 мая 2013 года                            |
| 8  | Perfume Clips                                               | 12 февраля 2014 года                        |
| 9  | Perfume 4th Tour in Dome «LEVEL3»                           | 9 апреля 2014 года                          |
| 10 | Perfume WORLD TOUR 2nd                                      | 1 октября 2014 года                         |
| 11 | Perfume 5th Tour 2014 «Gurun Gurun»                         | 10 марта 2015 года                          |
| 12 | Perfume WORLD TOUR 3rd                                      | 22 июля 2015 года                           |
| 13 | Perfume Anniversary 10days 2015 PPPPPPPPPP «LIVE 3:5:6:9»   | 13 января 2016 года                         |